# Янулов Петро Іванович
Петро Іванович Янулов (рум. Piotr Ianulov; нар. 27 лютого 1986, село Копчак, МРСС (нині Гагаузія, Молдова)) — молдовський борець вільного стилю, срібний призер, чемпіонату Європи, срібний призер Європейських ігор.

## Біографія
Боротьбою почав займатися з 1997 року в рідному селі. Перший тренер — Федір Франжев. Далі він потрапив в Комрат, пройшов через спортивний клуб «Бозкурт» і спортивний ліцей-інтернат. Потім вступив до технічного університету і потрапив до збірної Молдови з вільної боротьби. У 2010 став чемпіоном світу серед студентів. У 2014 році на цих же змаганнях став срібним призером.
Зірковим для Петра Янулова став 2015 рік, коли він зміг вибороти срібну медаль Європейських ігор. В тому ж році став Почесним громадянином Гагаузії. Виконавчий комітет Народних зборів Гагаузії виділив спортсмену премію у розмірі 40 тисяч леїв, які він пожертвував на ДЮСШ лрідного села для закупівлі екіпірування молодим борцям. А в кінці року Петро Янулов був визнаний найкращим борцем Молдови 2015 року.
Виступає за спортивний клуб «Олімпія» Кишинів. Багаторазовий чемпіон Молдови.

## Спортивні результати на міжнародних змаганнях

### Виступи на Чемпіонатах світу
| Змагання                        | Збірна  | Вагова категорія          | Місце |
| ------------------------------- | ------- | ------------------------- | ----- |
| Чемпіонат світу з боротьби 2007 | Молдова | вільна боротьба, до 84 кг | 16    |
| Чемпіонат світу з боротьби 2010 | Молдова | вільна боротьба, до 84 кг | 5     |
| Чемпіонат світу з боротьби 2011 | Молдова | вільна боротьба, до 84 кг | 32    |
| Чемпіонат світу з боротьби 2013 | Молдова | вільна боротьба, до 84 кг | 22    |
| Чемпіонат світу з боротьби 2015 | Молдова | вільна боротьба, до 86 кг | 20    |
| Чемпіонат світу з боротьби 2017 | Молдова | вільна боротьба, до 86 кг | 10    |
| Чемпіонат світу з боротьби 2018 | Молдова | вільна боротьба, до 86 кг | 19    |
| Чемпіонат світу з боротьби 2019 | Молдова | вільна боротьба, до 86 кг | 15    |

### Виступи на Чемпіонатах Європи
| Змагання                         | Збірна  | Вагова категорія          | Місце  |
| -------------------------------- | ------- | ------------------------- | ------ |
| Чемпіонат Європи з боротьби 2006 | Молдова | вільна боротьба, до 84 кг | 9      |
| Чемпіонат Європи з боротьби 2007 | Молдова | вільна боротьба, до 84 кг | 8      |
| Чемпіонат Європи з боротьби 2008 | Молдова | вільна боротьба, до 84 кг | 9      |
| Чемпіонат Європи з боротьби 2010 | Молдова | вільна боротьба, до 84 кг | 18     |
| Чемпіонат Європи з боротьби 2011 | Молдова | вільна боротьба, до 84 кг | 24     |
| Чемпіонат Європи з боротьби 2013 | Молдова | вільна боротьба, до 84 кг | 5      |
| Чемпіонат Європи з боротьби 2014 | Молдова | вільна боротьба, до 86 кг | 16     |
| Чемпіонат Європи з боротьби 2019 | Молдова | вільна боротьба, до 86 кг | Срібло |
| Чемпіонат Європи з боротьби 2020 | Молдова | вільна боротьба, до 86 кг | 10     |

### Виступи на Європейських іграх
| Змагання              | Збірна  | Вагова категорія          | Місце  |
| --------------------- | ------- | ------------------------- | ------ |
| Європейські ігри 2015 | Молдова | вільна боротьба, до 86 кг | Срібло |

### Виступи на інших змаганнях
| Змагання                                                         | Збірна  | Вагова категорія               | Місце  |
| ---------------------------------------------------------------- | ------- | ------------------------------ | ------ |
| Олімпійський кваліфікаційний турнір з боротьби 2008 (Мартіні)    | Молдова | вільна боротьба, до 84 кг      | 26     |
| Олімпійський кваліфікаційний турнір з боротьби 2008 (Варшава)    | Молдова | вільна боротьба, до 84 кг      | 5      |
| Турнір Дана Колова — Николи Петрова 2010                         | Молдова | вільна боротьба, до 84 кг      | 5      |
| Чемпіонат світу з боротьби серед студентів 2010                  | Молдова | вільна боротьба, до 84 кг      | Золото |
| Золотий Гран-прі з боротьби 2011 (Баку)                          | Молдова | вільна боротьба, до 84 кг      | Бронза |
| Київський Міжнародний турнір з боротьби 2012                     | Молдова | вільна боротьба, до 84 кг      | 9      |
| Олімпійський кваліфікаційний турнір з боротьби 2012 (Софія)      | Молдова | вільна боротьба, до 84 кг      | 8      |
| Турнір Чорного моря 2012                                         | Молдова | вільна боротьба, до 84 кг      | Бронза |
| Турнір Дана Колова — Николи Петрова 2013                         | Молдова | вільна боротьба, до 84 кг      | 5      |
| Турнір Чорного моря 2013                                         | Молдова | вільна боротьба, до 84 кг      | Срібло |
| Літня Універсіада 2013                                           | Молдова | вільна боротьба, до 84 кг      | Бронза |
| Меморіал Вацлава Циолковського 2013                              | Молдова | вільна боротьба, до 84 кг      | 10     |
| Турнір Алі Алієва 2014                                           | Молдова | вільна боротьба, до 86 кг      | 26     |
| Чемпіонат світу з боротьби серед студентів 2014                  | Молдова | вільна боротьба, до 86 кг      | Срібло |
| Турнір Олександра Медведя 2015                                   | Молдова | вільна боротьба, до 86 кг      | 9      |
| Турнір «Олімпія» 2015                                            | Молдова | вільна боротьба, до 86 кг      | Срібло |
| Меморіал Іона Корнеану 2015                                      | Молдова | вільна боротьба, до 86 кг      | Золото |
| Олімпійський кваліфікаційний турнір з боротьби 2016 (Улан-Батор) | Молдова | вільна боротьба, до 86 кг      | 8      |
| Олімпійський кваліфікаційний турнір з боротьби 2016 (Стамбул)    | Молдова | вільна боротьба, до 86 кг      | Бронза |
| Турнір міста Сассарі 2016                                        | Молдова | вільна боротьба, до 86 кг      | Бронза |
| Меморіал Іона Корнеану і Ладислава Сімона 2017                   | Молдова | вільна боротьба, до 86 кг      | Бронза |
| Кубок Алроси 2017                                                | Молдова | команда                        | 4      |
| Відкритий чемпіонат Польщі з боротьби 2018                       | Молдова | вільна боротьба, до 86 кг      | Бронза |
| Меморіал Іона Корнеану і Ладислава Сімона 2019                   | Молдова | вільна боротьба, до 86 кг      | Золото |
| Турнір Дмитра Коркіна 2019                                       | Молдова | вільна боротьба, до 86 кг      | Золото |
| Кубок Алроси 2019                                                | Молдова | Multiple Style Event, до 86 кг | 4      |
| Меморіал Вацлава Циолковського 2020                              | Молдова | вільна боротьба, до 86 кг      | Золото |

### Виступи на змаганнях молодших вікових груп
| Змагання                                       | Збірна  | Вагова категорія          | Місце |
| ---------------------------------------------- | ------- | ------------------------- | ----- |
| Чемпіонат Європи з боротьби серед юніорів 2004 | Молдова | вільна боротьба, до 84 кг | 8     |
| Чемпіонат Європи з боротьби серед кадетів 2002 | Молдова | вільна боротьба, до 76 кг | 11    |
| Чемпіонат Європи з боротьби серед кадетів 2003 | Молдова | вільна боротьба, до 76 кг | 10    |